# Juan Carlos Cárdenas
Juan Carlos Cárdenas (Santiago del Estero, 25 luglio 1945 – Buenos Aires, 30 marzo 2022) è stato un calciatore argentino, di ruolo attaccante.

## Carriera
Con il Racing di Avellaneda vinse il campionato argentino nel 1966 e la Libertadores l'anno seguente. Ebbe così occasione di giocare la Coppa Intercontinentale contro il Celtic in cui segnò due reti decisive, tra cui quella che permise ai suoi di aggiudicarsi lo spareggio.
In seguito intraprese la carriera di allenatore.

## Palmarès

### Club

#### Competizioni internazionali
- Coppa Libertadores: 1

Racing: 1967
- Coppa Intercontinentale: 1

Racing: 1967